# 야스민 타바타바이

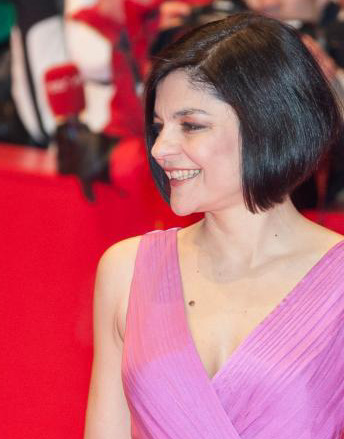

야스민 타바타바이(Jasmin Tabatabai, 1967년 6월 8일 ~ )는 독일의 성우, 작곡가, 작곡가 겸 작사가, 가수, 연극 배우, 영화배우이다.
테헤란에서 태어났다.

## 영화
- 알티플라노 (2009년)
- 바더 마인호프 (2008년)
- 블러드 앤 초콜렛 (2007년)
- 페이 그림 (2006년) - 밀라 역
- 포 미니츠 (2006년) - 아이즈 역
- 소립자 (2006년)
- 그녀의 비밀 (2005년) - 파리바 역
- 여자, 전화 (2001년)
- 그림쇼름 성 (2000년)
- 갈 곳 없는 삶 (2000년)
- Verspielte Nachte (1997년)
- 밴디트 (1997년)